# Campyloneurus undicuneus
Campyloneurus undicuneus är en stekelart som beskrevs av Günther Enderlein 1920. Campyloneurus undicuneus ingår i släktet Campyloneurus och familjen bracksteklar.

## Underarter
Arten delas in i följande underarter:
- C. u. strandi
- C. u. horni